# Michaela Coel
Michaela-Moses Ewuraba O Boakye-Collinson (Londres, Inglaterra, 1 de octubre de 1987), conocida profesionalmente como Michaela Coel, es una actriz, guionista y directora británica. En 2016 ganó el premio BAFTA por mejor intérprete femenina en un Programa de Comedia y el Breakthrough Talent por el show de televisión Chewing Gum. Dirigió, protagonizó y produjo en 2021 la serie de 12 capítulos Podría destruirte donde narra el trauma y posterior catarsis de una joven tras ser drogada y agredida sexualmente.

## Biografía
Coel nació en Tower Hamlets, en Londres. De padres ghaneses, creció en Hackney y en Tower Hamlets con su madre y hermana mayor en el este de Londres. Su padre vive en Ghana.  Cursó sus primeros estudios en una escuela católica para niñas en el este de Londres. El ser la única niña negra de su clase -ha explicado- le generó aislamiento y angustia con un comportamiento violento hacia otros niños.

### Educación
De 2007 a 2009, Coel estudió teología y literatura inglesa en la Universidad de Birmingham. Recibió clases magistrales de Ché Walker en el RADA/Estudios de Intercambio después de conocerlo en un "micrófono abierto" (open mic). En 2009, ingresó en la Guildhall Schooll of Music and Drama, donde se graduó en 2012, siendo la primera mujer negra matriculada en cinco años. Ganó el premio Laurence Olivier Bursary, dinero que utilizó para seguir estudiando. Durante su estancia en Guildhall, asistió al taller de Mark Proulx en el Teatro Prima y al curso de poesía de Kat Francois en el Royal Theatre, en Stratford.

### Carrera
En 2006, comenzó a recitar poesía improvisada en un micrófono abierto en Ealing. Mientras realizaba estas presentaciones, fue animada por el actor, escritor y director Ché Walker, quien la vio actuar en Hackney Empire, para entrar en la Guildhall School of Music & Drama. Como poeta, ha recitado en el Wembley Arena, Bush Theatre, Nuyorican y De Doelen. Coel utilizaba el nombre de Michaela, La Poeta.
En 2009, se unió a la Compañía de teatro de Talawa a través del programa escolar llamado TYPT. Durante el tiempo en Talawa participó en la producción de Krunch, dirigida por Amani Naphtali.
En ese año publicó el álbum musical Fixing Barbie, presentando su trabajo como poeta y música. En 2011, publicó We're the Losers.
En 2012, presentó Chewing Gum Dreams, como proyecto para graduarse de Guildhall School of Music & Drama. Esta primera producción de 2012 fue realizada en The Yard Theatre de Hackney Wick. La obra presentaba a una mujer contando la historia de una niña de 14 años llamada Tracey, un rol que sería transformado al de una mujer de 24 años para la versión televisiva del Canal 4, Chewing Gum. La versión teatral fue representada en el Bush Theatre (2012), el Royal Theatre Holland (2012), el Royal Exchange Theatre (2013) y el Teatro Nacional (2014), y recibió críticas positivas.
Coel apareció en la película Top Boy del Canal 4, además de dirigir funciones en el National Theatre, incluyendo obras como Home y la aclamada Medea en el National Theatre.
En agosto de 2014, el Canal 4 anunció que Coel protagonizaría y escribiría una nueva versión de Chewing Gum, inspirada en Chewing Gum Dreams. Se emitieron como teasers C4 Comedia Blaps en septiembre de 2014, y la serie se emitió en el canal E4 en octubre de 2015. Su trabajo le hizo ganar el premio de la Academia Británica de Televisión como intérprete de comedia en 2016; también ganó un BAFTA y un Breakthrough Talent por guion original. Chewing Gum ha recibido críticas positivas desde entonces.
En 2015, también fue protagonista de London Spy del canal BBC One. En 2016, protagonizó para el canal E4 la comedia The Aliens, donde interpreta a Lilyhot. Coel también interpreta a Charlie Brooker en la tercera temporada de Black Mirror, la cual fue filmada en Bulgaria.
En 2018 protagonizó junto a John Goodman la serie Black Earth Rising coproducida por la BBC y Netflix, escrita y dirigida por Hugo Blick sobre el genocidio de Ruanda.

### Vida personal
Michaela Ewuraba O Boakye-Collinson cambió su apellido a Coel por razones profesionales. Debido a que sus padres son de ascendencia ghanesa, para los premios BAFTA del 2016 Coel llevó un vestido hecho de tejido kente que fue realizado por su madre.
Coel ha dicho que tiene un carácter similar al de su personaje Tracey en Chewing Gum, cuando tenía entre 17 y 22 años. Coel provenía de una educación religiosa en la fe pentecostal. A pesar de que todavía se considera cristiana no es practicante desde su ingreso en la Guildhall School of Music and Drama.

## Filmografía
| Año  | Título                                      | Rol   | Director     | Notas |
| ---- | ------------------------------------------- | ----- | ------------ | ----- |
| 2014 | Monsters: Dark Continet                     | Kelly | Tom Green    | 42    |
| 2017 | Star Wars: Episodio VIII - Los últimos Jedi | Extra | Rian Johnson | -     |
| 2022 | Black Panther: Wakanda Forever              | Aneka | Ryan Coogler | -     |

## Teatro
| Año  | Título              | Rol                        | Teatro                 |
| ---- | ------------------- | -------------------------- | ---------------------- |
| 2013 | Theree Birds        | Tiana                      | Bush Theatre           |
| 2013 | Home                | Mamá/de Young del Portugal | Royal National Theatre |
| 2013 | Chewing Gum Dreams  | Tracey Gordon              | Royal Exchange Theare  |
| 2014 | Blurred Lines       |                            | Royal National Theatre |
| 2014 | Home (Revival)      | Young Mamá/Portugal        | Royal National Theatre |
| 2014 | Chewing Gums Dreams | Tracey Gordon              | Royal National Theare  |
| 2014 | Medea               | Enfermera                  | Royal National Theatre |

## Televisión
| Año  | Título                     | Rol                   | Red         | Notas                     |
| ---- | -------------------------- | --------------------- | ----------- | ------------------------- |
| 2013 | Top Boy                    | Kayla                 | Canal 4     | 2 episodios               |
| 2013 | Law and Order: Reino Unido | Sirvienta             | ITV         | Episodio: "Paternal"      |
| 2015 | London Spy                 | Periodista            | BBC2        | Televisión Mini-Series    |
| 2015 | Chewing Gum                | Tracey                | E4          | 12 episodios              |
| 2016 | The Aliens                 | Lilyhot               | E4          | 6 episodios               |
| 2016 | Black Mirror               | Auxiliar de aerolínea | Netflix     | Episodio: "Nosedive"      |
| 2017 | Black Mirror               | Shania Lowry          | Netflix     | Episodio: "USS Callister" |
| 2018 | Black Earth Rising         | Kate Ashby            | Netflix     | Protagonista              |
| 2020 | I May Destroy You          | Arabella              | HBO         | Protagonista              |
| 2024 | Mr. & Mrs. Smith           | Bev                   | Prime Video | Invitada                  |

## Música
EP
- 2007: May the 22nd[38]

LPs
- 2009: Fixing Barbie
- 2011: We´re the Losers

## Premios

### BAFTA
| BAFTA |                            |                   |           |        |
| Año   | Categoría                  | Título            | Resultado | Ref.   |
| 2021  | Mejor actriz               | I May Destroy You | Ganadora  | [ 39 ] |
| 2021  | Mejor dirección de Ficción | I May Destroy You | Ganadora  | [ 39 ] |
| 2021  | Mejor guion de Drama       | I May Destroy You | Ganadora  | [ 39 ] |
| 2016  | Mejor actriz de comedia    | Chewing Gum       | Ganadora  |        |
| 2016  | Mejor talento nuevo        | Chewing Gum       | Ganadora  |        |

### Premios Primetime Emmy
| Premios Primetime Emmy |                                                             |                   |           |        |
| Año                    | Categoría                                                   | Título            | Resultado | Ref.   |
| 2021                   | Mejor actriz - Miniserie o telefilme                        | I May Destroy You | Nominada  | [ 40 ] |
| 2021                   | Mejor dirección - Miniserie, telefilme o especial dramático | I May Destroy You | Nominada  | [ 40 ] |
| 2021                   | Mejor guion - Miniserie, telefilme o especial dramático     | I May Destroy You | Ganadora  | [ 40 ] |
| 2024                   | Mejor actriz invitada - Serie dramática                     | Mr. & Mrs. Smith  | Ganadora  | [ 41 ] |

### Sindicato de Actores
| Premios del Sindicato de Actores |                                                    |                   |           |        |
| Año                              | Categoría                                          | Título            | Resultado | Ref.   |
| 2020                             | Mejor actriz de televisión - Miniserie o telefilme | I May Destroy You | Nominada  | [ 42 ] |

### Otros premios
- 2008: Royal Theatre Stratford, Slam de poesía, Ganadora
- 2009: Royal Theatre Stratford, slam de poesía, Ganadora
- 2010: Royal Theatre Stratford, slam de poesía, Ganadora
- 2010: Espectáculo Inalámbrico (música poesía), Ganadora
- 2011: Premio Laurence Olivier
- 2012: Alfred Fagon, premio para el mejor escritor de origen africano o del Caribe, por Chewing Gum[43]
- 2016: Academia británica de Película y Artes Televisivas @– Mejor intérprete de comedia, por Chewing Gum
- 2016: Academia británica de Película y Artes Televisivas @– Breakthrough Talent, por el guion de Chewing Gum[44]
- 2016: Sociedad Televisiva Real, RTS el programa 2016, Breakthrough[45][46]
- 2016: Sociedad Televisiva Real, RTS el programa 2016, Mejor comedia, Chewing Gum
- 2016: Nominada al premio The times Breakthrough
- 2021: Ganadora al premio de Mejor reparto en los Premios Independent Spirit[47]

## Trabajos y publicaciones
- Coel, Michaela (2013). Coel, Michaela (2013). Chewing Gum Dreams (UK edición). London: Oberon Books Ltd. ISBN 978-1-783-19014-0. OCLC 870600609.